# Cryptopimpla helvicoxis
Cryptopimpla helvicoxis là một loài tò vò trong họ Ichneumonidae.